# Witk II

Podstawowa wersja herbu Witk II

Podstawowa wersja herbu Witk IIa

Witk II (Wittke, Wittken, Witken) – kaszubski herb szlachecki.

## Opis herbu
Herb występował przynajmniej w dwóch wariantach. Opisy z wykorzystaniem zasad blazonowania, zaproponowanych przez Alfreda Znamierowskiego:
Witk II (Wittke, Wittken): W polu srebrnym na murawie zielonej trzy tulipany czerwone na łodygach zielonych, każda z dwoma liścimi. Klejnot: nad hełmem w koronie trzy strzały srebrne w wachlarz. Labry czerwone, podbite srebrem.
Witk IIa (Wittke, Wittken): W polu srebrnym trzy lilie naturalne czerwone na łodygach zielonych ulistnionych. Klejnot: nad hełmem w koronie trzy strzały srebrne w wachlarz. Labry czerwone, podbite srebrem.

## Najwcześniejsze wzmianki
Oba warianty herbu wymienia Nowy Siebmacher. Pierwszy wariant wymienia ponadto Franz Schultz (Geschichte des Kreises Lauenberg in Pommern).

## Herbowni
Witk (Vietken, Vitcen, Vithken, Vitken, Witcken, Witek, Witka, Witke, Wittk, Wittke, Wittken, Wyt, Wyta) bez przydomków lub z przydomkiem nieznanym.
Herbu Witk II używała linia Witków z działu B w Jeżewie, a także linie z działów D i E. Wszystkie gałęzie rodu używały początkowo herbu Witk (do ok. 1600), z czasem jednak zaczął przechodzić ewolucję (herby Witk II, Witk III, Witk IV, Witk V), a ponadto niektóre gałęzie przybierały inne herby (Chośnicki Witków-Chośnickich, Jeżewski Ib Witków-Jeżewskich w dziale A Jeżewa).